# 韦雷茨
韦雷茨（法語：Véretz）是法国安德尔-卢瓦尔省的一个市镇，位于该省东部，属于图尔区（Arrondissement de Tours）。该市镇总面积13.86平方公里，2009年时的人口为4095人。

## 人口
韦雷茨人口变化图示